# Plan D
Der Plan D für Demokratie, Dialog und Diskussion ist ein Aufruf der EU-Staats- und -Regierungschefs zu einer vielschichtigen Debatte über die zukünftige Gestalt der Europäischen Union und über den Prozess der europäischen Einigung. „Plan D“ wurde von der Europäischen Kommission am 13. Oktober 2005 vorgestellt, als Ergänzung wurde 2006 ein Weißbuch über europäische Kommunikationspolitik verabschiedet.

## Hintergrund
Anlass
Der „Plan D“ wurde nach dem Scheitern der Referenden über die europäische Verfassung sowohl in Frankreich (am 29. Mai 2005) als auch in den Niederlanden (am 1. Juni 2005) und vor dem Hintergrund wachsender Skepsis über den Erfolg des europäischen Einigungsprozesses erarbeitet.
Ziele
Mit Hilfe des „Plan D“ sollen die Einwohner der europäischen Staaten stärker in die Gestaltung eines gemeinsamen Europas eingebunden und zu ihren Vorstellungen, Forderungen und Erwartungen für einen politisch und wirtschaftlich geeinten Kontinent befragt werden.
Umsetzung
Den „Plan D“ setzt die Europäische Kommission in Partnerschaft mit zivilgesellschaftlichen Akteuren um. Die Arbeiten an der Umsetzung von „Plan D“ werden von Seiten der Europäischen Kommission durch die zuständige Kommissarin Margot Wallström betreut.
Ein Beispiel für die Umsetzung ist die europaweite Informationskampagne „Speak Up Europe“, die in Deutschland unter der Bezeichnung „Menschen bilden Europa“ unter anderem von der Europa-Union Deutschland getragen wird.

## Politische Entwicklung
Europäisches Parlament
Das Europäische Parlament unterstützt die Ziele von „Plan D“ nachdrücklich. Auf der Basis eines Berichtsentwurfs der Berichterstatter Andrew Duff und Johannes Voggenhuber wurde eine Entschließung verabschiedet, in dem noch weitergehende Aktivitäten gefordert werden. Die Fraktion Unabhängigkeit und Demokratie lehnt den „Plan D“ allerdings als „PR-Kampagne“ ab.
Deutschland
In der Antwort auf eine kleine Anfrage der FDP-Fraktion stellt die Bundesregierung klar, dass sie die Inhalte des „Plan D“ für eine „treffende Analyse der jetzigen Stimmungslage in Europa“ hält und diesbezüglich mit der Europäischen Kommission eine „enge Zusammenarbeit“ vereinbart habe.